# Bruskbarok
Bruskbarok er en afart af den egentlige barokstil. Den anvendes ikke i arkitekturen, men har udelukkende været anvendt i interiørindretning. Den optræder i Danmark  1630-1660, hvorefter den afløses af den storladne "enevoldsbarok".
Man finder især bruskbarokken i vore kirker, hvor meget af inventaret blev udført i den periode. Stilen bygger egentlig videre på renæssancens grundskema for møbel- og interiørkunst, men renæssancens stramme søjler, kapitæler og buer bliver nu smykket med bladornamenter, vinløv og andet sælsomt bladværk. Figurerne bliver forvredne og vrængende, men uden at opnå den lidt morbide elegance, som man f.eks. så i sengotikken. 
Navnet bruskbarok stammer bladornamenternes "blævrede boblerier", der i nogen grad kan minde om ørebrusk.